# Berliet CAR
Der Berliet CAR war ein französischer mittlerer Lastkraftwagen aus der Zeit vor dem Ersten Weltkrieg.

## Geschichte, Technik
Die allgemeine Betriebserlaubnis für den Berliet CAR wurde im Juli 1912 erteilt, ab diesem Zeitpunkt wurde das Fahrzeug gebaut.  Zwei Fahrzeuge dieses Typs mit den Chassisnummern 10797 und 10798 nahmen an Vergleichsversuchen der französischen Armee im Jahr 1912 teil.
Der wassergekühlte Vierzylindermotor hatte eine Bohrung von 100 und einen Hub von 140 mm, also einen Hubraum von 4398 cm³ und gab seine nicht genannte Höchstleistung bei 1000/min ab. Steuerlich war das Fahrzeug mit 22 Steuer-PS eingestuft. Das Getriebe hatte vier Vorwärtsgänge, dazu einen Rückwärtsgang. Die Nutzlast des LKW betrug 3 Tonnen, das Wagengewicht ebenfalls 3 Tonnen, der Radstand 4 m. Der Antrieb auf die Hinterachse erfolgte über Ketten.